# Dryopteris correllii
Dryopteris correllii är en träjonväxtart som beskrevs av Warren Herbert Wagner. Dryopteris correllii ingår i släktet Dryopteris och familjen Dryopteridaceae. Inga underarter finns listade.